# Aurore (croiseur)
Pour les articles homonymes, voir Aurore et Avrora.
Le croiseur Aurore ou Aurora (en russe : Крейсер « Авро́ра » ou « Avrora ») est un croiseur protégé de classe Pallada de la flotte de la Baltique de la Marine impériale russe. Il est ainsi nommé en l'honneur de la frégate à voile Aurore qui se distingua lors de la bataille de Petropavlovsk pendant la guerre de Crimée (1853-1856).
Le croiseur Aurore fait partie du deuxième escadron du Pacifique lors de la guerre russo-japonaise (1904-1905) et prend part à la bataille de Tsushima. Il sert également lors de la Première Guerre mondiale puis devient un symbole de la révolution d'Octobre en tirant à blanc un coup de canon, signal de l'attaque imminente du palais d'Hiver, siège du gouvernement provisoire, le 25 octobre 1917. Lors du siège de Léningrad, pendant la Seconde Guerre mondiale, les canons sont retirés pour être utilisés au sol, sur le front. 
Remis en état en 1945-1947, le navire est ancré sur les bords de la Neva à Saint-Pétersbourg et devient navire musée en 1957. Parti en révision à Kronstadt à l'automne 2014, il est de retour à son mouillage en juillet 2016.

## Histoire
Le bâtiment est construit à Saint-Pétersbourg pour servir en Extrême-Orient (flotte russe du Pacifique). La quille est installée le 23 mai 1897. Son lancement a lieu en 1900, en présence de l'empereur Nicolas II et de membres de la famille impériale.

### Guerre russo-japonaise
L’Aurore est inclus dans le deuxième escadron du Pacifique qui est envoyé de la mer Baltique au Pacifique sous le commandement de l'amiral Zinovi Rojestvenski. Les 27 et 28 mai 1905, l’Aurore prend part à la bataille de Tsushima. Le contre-amiral Oskar Enkwist évite qu'il ne soit détruit comme la quasi-totalité de la flotte russe, et le navire parvient à se réfugier avec deux autres croiseurs dans le port neutre de Manille (Philippines), où il est interné.
Les deux autres croiseurs de cette classe sont coulés pendant la guerre russo-japonaise à Port-Arthur en 1904.

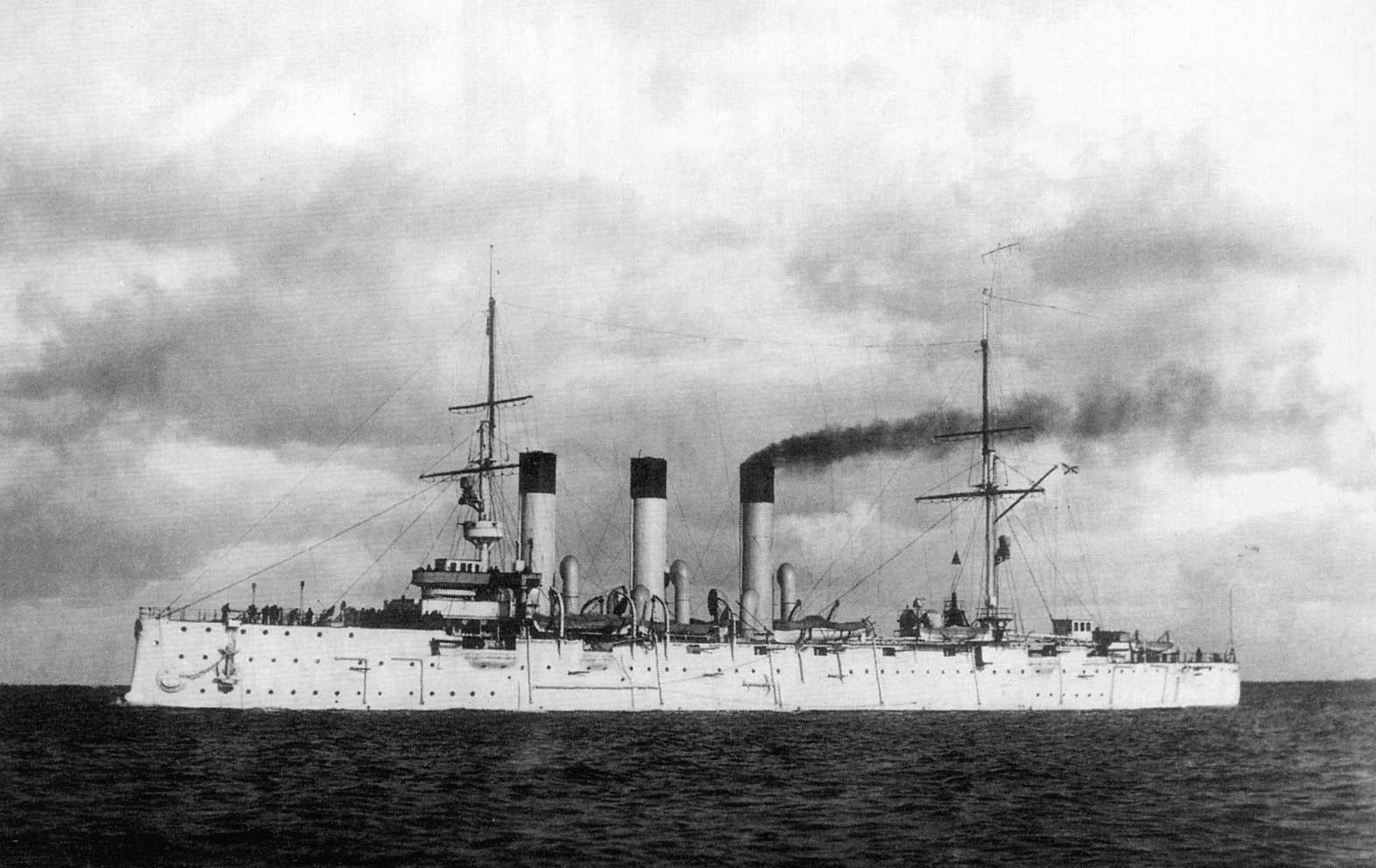
L’Aurora, en 1903.

### Révolution russe
En 1906, l’Aurore retourne en mer Baltique et devient un navire d'entraînement pour cadets. Puis il sert pendant la Première Guerre mondiale. En 1915, son armement est modifié par le remplacement des petits calibres par des canons plus gros mais moins nombreux. Après la révolution de février 1917, un comité révolutionnaire est créé sur le navire et la presque totalité de l'équipage se range du côté des bolcheviks.
Dans la soirée du 25 octobre 1917 (7 novembre dans le calendrier grégorien), lors de la révolution d'Octobre, une salve à blanc du croiseur, sous les ordres du commissaire Alexandre Belychev (ru), signale le début de l'attaque contre le Palais d'Hiver,. 

### Seconde Guerre mondiale et musée
En 1922, l’Aurore reprend du service comme navire d'entraînement. Pendant la Seconde Guerre mondiale, lors du siège de Leningrad, les canons sont retirés pour être utilisés à terre pour défendre la ville. Le navire, amarré dans le port d'Orianenbaum (aujourd'hui Lomonossov), est bombardé et coule le 30 septembre 1941.

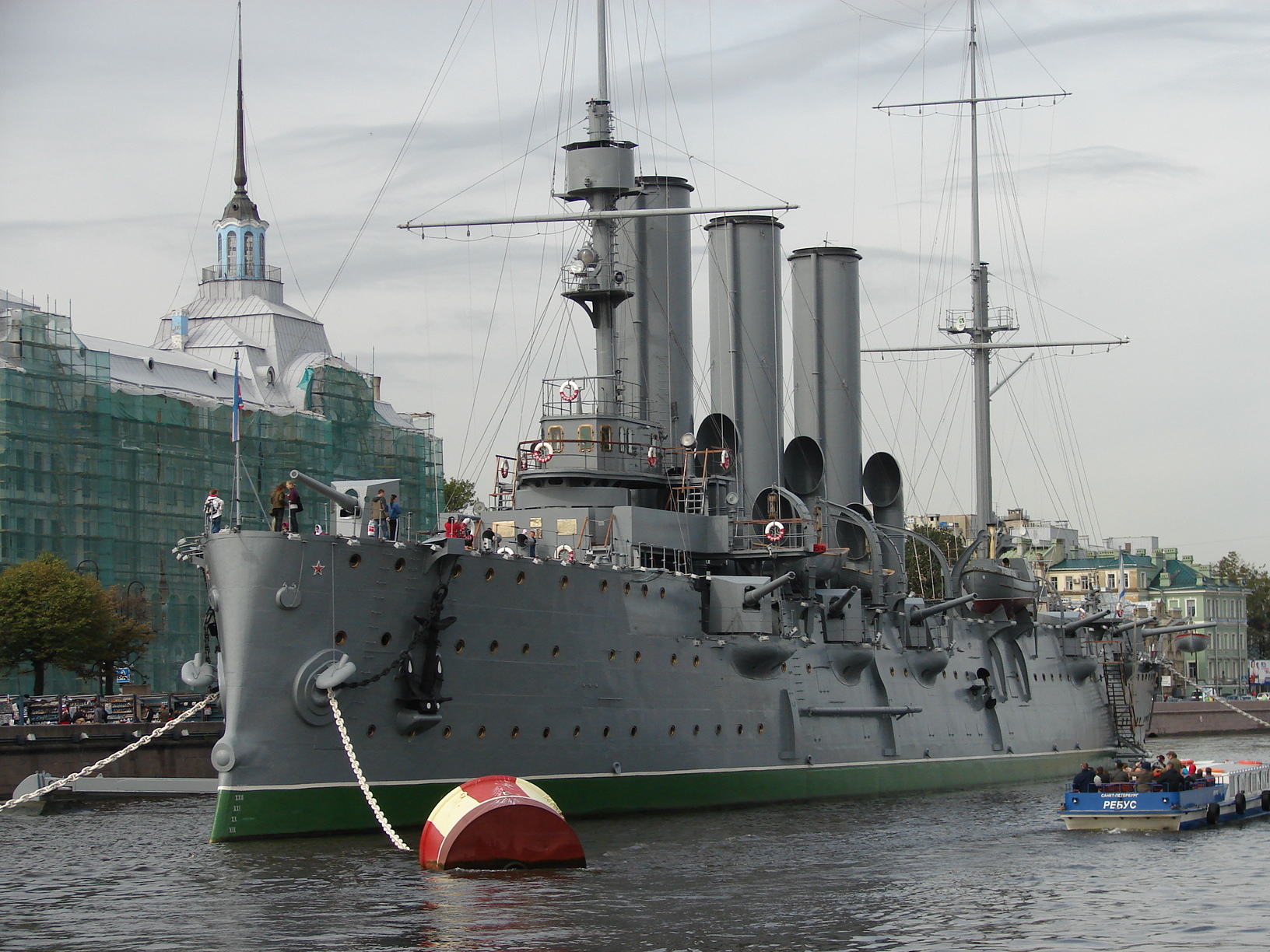
L’Aurora, côté bâbord, en 2008.

Après de grandes réparations en 1945-1947, l’Aurore est mis à quai définitivement sur la Grande Nevka comme monument à la révolution d'Octobre. Devenu musée en 1957, il a reçu depuis plus de 28 millions de visiteurs.
Le 21 septembre 2014, le navire lève l'ancre et quitte son mouillage historique sur le quai « Petrogradskaïa » pour se rendre dans le chantier naval de Kronstadt pour y être révisé. Il reprend sa place à son point d'ancrage habituel le 16 juillet 2016 après la rénovation complète de ses machines et de sa coque ainsi que la modernisation de ses installations muséales pour un coût de 840 millions de roubles.